# Xã Independent, Quận Barton, Kansas
Xã Independent (tiếng Anh: Independent Township) là một xã thuộc quận Barton, tiểu bang Kansas, Hoa Kỳ. Năm 2010, dân số của xã này là 758 người.